# تولید قهوه در نیکاراگوئه

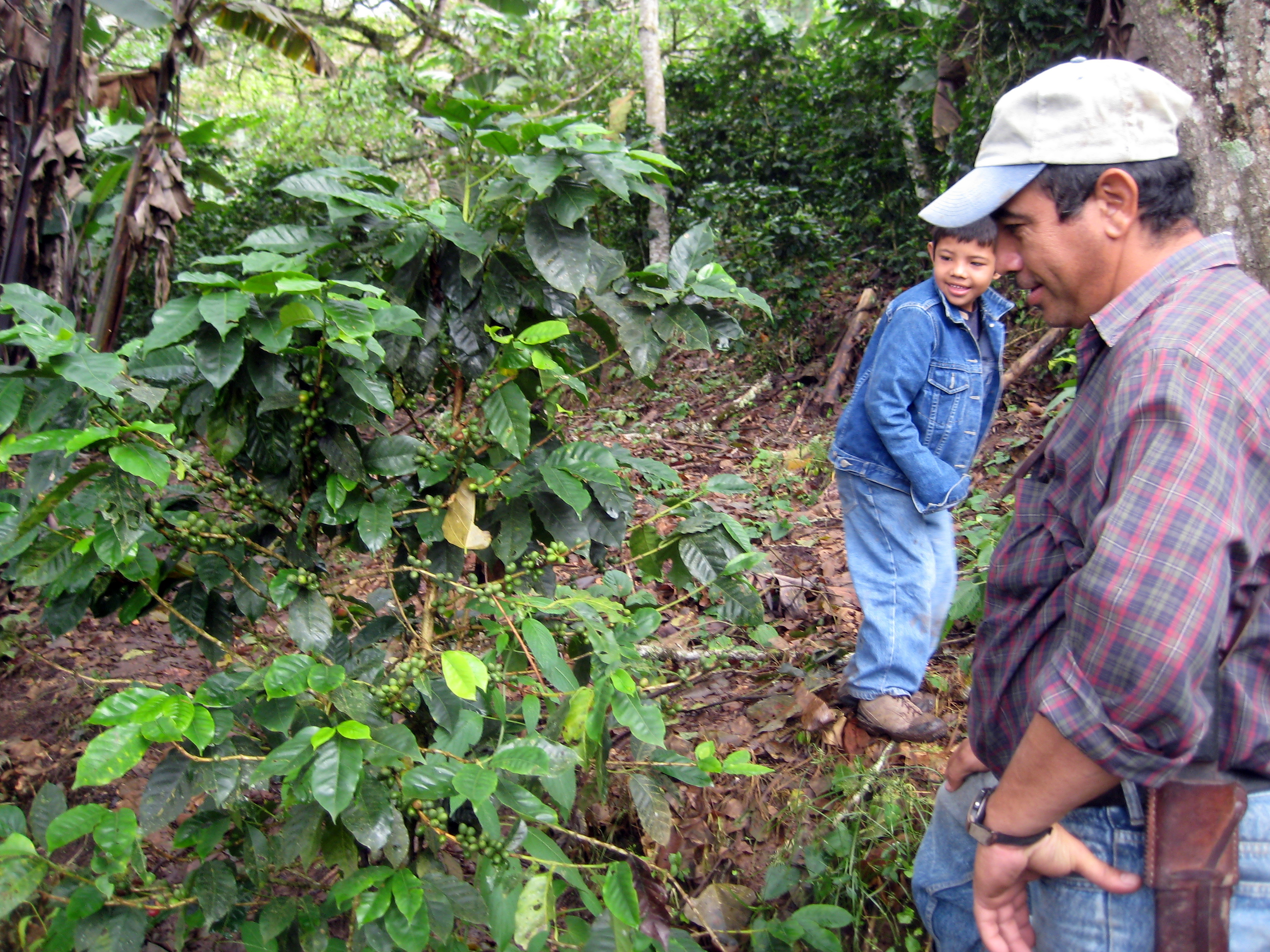
مزرعه قهوه در ارتفاعات

تولید قهوه در نیکاراگوئه بخش مهمی از تاریخ واقتصاد این کشور بوده است. قهوه یکی از تولیدات اصلی نیکاراگوئه می‌باشد. مناسب‌ترین نواحی برای کشت این محصول بخش ماناگوا، دیریامبا، سان مارکوس، جینوتپه (Jinotepe) و هم چنین در اطراف بخش گرانادا، دریاچه نیکاراگوئه، بخش چونتالس و در بخش نوئوا سگوویا می‌باشند، از دیر باز در ماتاگالپا و جینوتگا (Jinotega) با کیفیت‌ترین قهوه به دست آمده است. در بخش ماناگوا محصول بیشتری به دست می‌آمد ولی با کیفیت‌ترین دانه قهوه در بخش ماتاگالپا تولید می‌گردید. مناسب‌ترین ارتفاع برای رشد قهوه، ۸۰۰ متر بالاتر از سطح دریا می‌باشد.

## تاریخچه
در نیکاراگوئه، کشت و پرورش قهوه در مقیاس بزرگ از دهه ۱۸۵۰ شروع شد و در سال ۱۸۷۰ قهوه عنوان محصول اصلی صادرات را به خود اختصاص داد که این جایگاه را برای قرن بعد هم حفظ کرد. هر چند به علت اینکه برای دستیابی به محصول، درختان قهوه به چندین سال زمان نیاز دارند و کل فرایند تولید نسبت به بسیاری دیگر از محصولات نیازمند سرمایه‌گذاری، نیروی کار و زمین بیشتری می‌باشد، تولید قهوه یک محصول پر زحمت است. قهوه همچنین تنها در خاک غنی آتشفشانی که در زمین‌های کوهستانی موجود است رشد می‌کرد و همین امر انتقال محصول به بازار را با دشواری روبرو می‌ساخت.
تولید قهوه در سال ۱۸۹۱، با بهره‌گیری از ۳۱٬۰۰۰ هکتار (۷۶٬۰۰۰ جریب فرنگی) به بیش از ۵٬۰۰۰٬۰۰۰ کیلوگرم (۱۱ میلیون پوند) رسید که معادل بازدهی ۱٬۲۳۵ کیلوگرم در هر هکتار (۱٬۱۰۲ پوند بر جریب فرنگی) است. راهکار اصلی انتقال قهوه برای صادارات استفاده از راه‌آهن ملی از گرانادا به شهر بندری کورینتو در اقیانوس آرام، و کشتی‌های بخار از دریاچه نیکاراگوئه و رود سان خوان به اقیانوس اطلس بود. دولت نیکاراگوئه مبادرت به تشویق و انگیزه دادن جهت ایجاد مزارع قهوه کرد و برای مزارع بیش از ۵٬۰۰۰ درخت، جایزه ۵ سنت برای هر درخت تعیین کرد. بیشترین قهوه تولید نیکاراگوئه به اروپا صادر می‌شد زیرا حمل بار به ایالات متحده هزینه بیشتری دربرداشت و نیز اینکه قیمت این قهوه در اروپا بالاتر به فروش می‌رفت. کنسول ایالات متحده اظهار کرده بود که محصول قهوه نیکاراگوئه در سال ۱۹۰۰ به ۱۵۰٬۰۰۰ کیسه رسیده بود که این امر در سال پیش ۷۵٬۰۰۰ کیسه بود؛ عوارض گمرکی صادرات قهوه به حدود ۳۰۰٬۰۰۰ دلار رسیده بود. مقدار صادرات قهوه در سال ۱۹۰۰ که از طریق بندرهای ال کاستیلو، بلوفیلدز، سان خوان دل نورتِ انجام گرفت ۱٬۴۶۴٬۳۵۱ کیلوگرم به ارزش ۲۹۵٬۳۴۸ دلار بود.
در سال ۱۹۹۲، زمین‌های بیشتری نسبت به سایر محصولات به کشت قهوه اختصاص داده شد. مقدار واقعی زمین اختصاص داده شده به کشت قهوه در هر سال تا حدودی متفاوت است ولی در دهه ۱۹۸۰ این امر به‌طور متوسط ۲٬۱۰۰ کیلومتر مربع (۵۲۰٬۰۰۰ جریب فرنگی) بود. تولید قهوه در شمال و شرق شهر استلی در بخش شمالی ارتفاعات مرکزی و نیز در ناحیه تپه‌ای دارای خاک آتشفشانی در اطراف جینوتپه (Jinotepe) متمرکز است. با وجودی که تولید قهوه در اواخر دهه ۱۹۸۰ تا حدی کاهش یافت، محصول سال ۱۹۸۹ به ۴۲٬۰۰۰ تن رسید. سیستم حمل و نقل ضعیف نیکاراگوئه و نگرانی‌های زیست‌محیطی در مورد مقدار زمین اختصاص داده شده به کشت محصولات در دامنه‌های دارای خاک آتشفشانی در ناحیه اقیانوس آرام، گسترش بیشتر کشت و پرورش قهوه را محدود می‌سازد. این محدودیت‌ها منجر شد تا کشاورزان به گسترش کشت سایر محصولات در نواحی توسعه نیافته کشور بپردازند.